# Play TV
 (mai 2025).
 (juillet 2025).
Si vous disposez d'ouvrages ou d'articles de référence ou si vous connaissez des sites web de qualité traitant du thème abordé ici, merci de compléter l'article en donnant les références utiles à sa vérifiabilité et en les liant à la section « Notes et références ».
Play TV est une plateforme vidéo Internet commerciale française sur abonnement, diffusant en direct des chaînes de télévision ainsi qu'en version de rattrapage. Créé en septembre 2009 par la société Play Media appartenant à la SAS Biobio Tech, le service propose un libre accès à une soixantaine de chaînes, financée par la publicité et la commercialisation de données personnelles, nécessitant une inscription. L'offre comprend certaines chaînes nationales de la TNT. En juin 2013 selon Alexa Internet, le service Play TV serait le 280e site français en nombre de visites. En 2011, Play TV totalise 2,5 millions de visiteurs uniques mensuels et plus de 7,5 millions de visites chaque mois[réf. nécessaire].

## Historique
En 2008, Charles Cappart et John Galloula décident de créer une plate-forme Internet de télévision en direct. L'incubateur Advancia - CCIP[Quoi ?] les accompagnera au début de ce projet. [réf. souhaitée]. L'année suivante, les fondateurs sont lauréats du Réseau Entreprendre 93. Ils fondent ensuite la société Play Media sous le régime de Jeune entreprise innovante [réf. souhaitée]. En juin 2009, la société est déclarée auprès du Conseil Supérieur de l'Audiovisuel (CSA) au titre d'opérateur de télévision par ADSL[réf. souhaitée].
En 2010, le site Play TV est mis en ligne. La même année, la société est enregistrée comme opérateur, auprès de l’ARCEP
Depuis le 10 février 2011, le bouquet de chaînes Play TV est disponible sur le logiciel ADSL TV au côté des bouquets des fournisseurs d'accès à Internet. Le 4 juillet 2011, Play TV présente le bilan de ses 18 mois d'activité. Le site comptabilise pour le premier semestre 2011 plus de 17 millions de visites et 50 millions de pages vues et atteint son record d'audience de 200 000 visites en une journée. [réf. souhaitée] En juillet 2011, le site reçoit 3,5 millions de visites. Le 19 février 2013, Play TV  exploite le système Android, à travers une application Web. [réf. souhaitée]. Le 16 juillet 2014, Play TV élargit son offre et ajoute 17 nouvelles chaînes à son offre[réf. nécessaire].

## Fonctionnalités

### Formule d'accès
Le site Play TV propose :
- Un accès gratuit et légal à plus de 70 chaînes du bouquet Play TV nécessitant une inscription.
- Exploite la publicité et les données personnelles de ses souscripteurs
- Un guide des programmes télévisés de la semaine
- Un blog proposant quelques informations sur les nouveautés du site.
- La fonction de partage sur les réseaux sociaux : Facebook et Twitter.

### Technologie
Les chaînes du bouquet sont encodées et retransmises par Play TV en moyenne définition par la technologie Adobe Flash. Play TV adopte la norme HTML5 afin de se rendre disponible sur les appareils mobiles. Le service propose dès lors, une version mobile. Play TV fait systématiquement précéder l'accès aux chaînes, d'une publicité vidéo d'une dizaine de secondes et restreint l'accès aux internautes utilisant un bloqueur de publicités [Comment ?]. [réf. souhaitée].
Play TV déclare permettre aux internautes de suivre actualité et divertissement, sur abonnement et sans paiement tout en respectant auteurs et producteurs à travers diverses participations auprès des sociétés civiles[Quoi ?], souhaitant adopter une démarche collaborative et légale[Laquelle ?]. [réf. souhaitée]